# Station Worcester Shrub Hill
Worcester Shrub Hill is een spoorwegstation van National Rail in Worcester in Engeland. Het station is eigendom van Network Rail en wordt beheerd door West Midland Trains. Het station is Grade II* listed

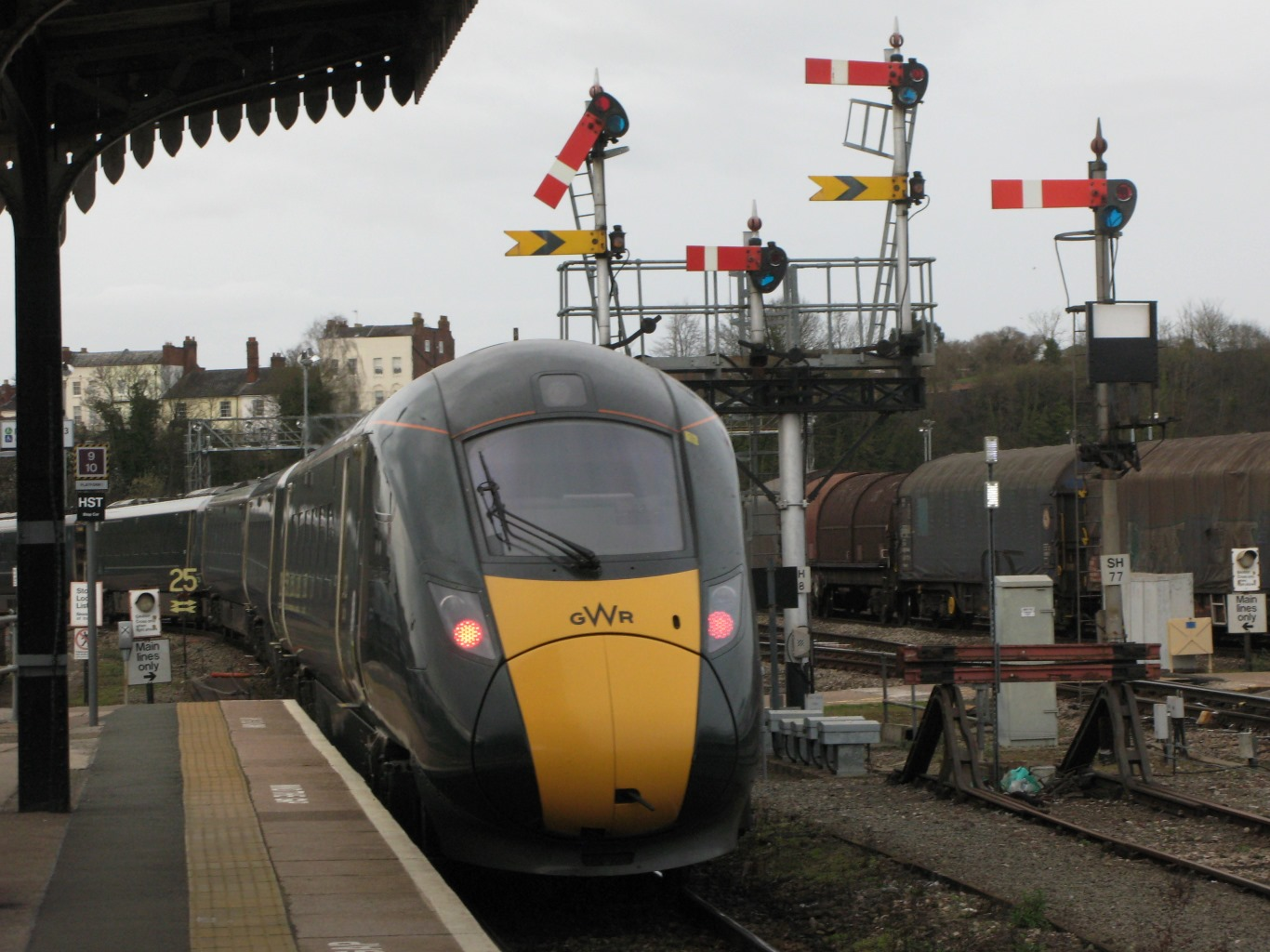
Armseinen en treinstel class 800, 2019